# Sébastien Chevallier
Sébastien Chevallier (* 14. Juli 1987 in Versoix) ist ein Schweizer Beachvolleyballspieler.

## Karriere
Chevallier wurde bei der Junioren-Weltmeisterschaft 2006 in Mysłowice und 2007 in Modena jeweils Neunter. Von 2007 bis 2009 war er mit Roman Sutter bei Satellite- und Challenger-Turnieren aktiv. 2010 spielte er mit dessen Bruder Andreas Martin Sutter auch einige Open-Turnier und den Grand Slam in Gstaad. Seit 2011 bildete er ein Duo mit Sascha Heyer. Die beiden Schweizer wurden Dritter bei den Prag Open und Neunter beim Grand Slam in Peking. Bei der WM in Rom erreichten sie als Gruppenzweiter die erste Hauptrunde, in der sie den Dänen Søderberg/Hoyer unterlagen. Am Ende der Saison wurde Sébastien Chevallier als Top Rookie der FIVB World Tour 2011 ausgezeichnet. Im Jahr 2012 sicherten sich Heyer/Chevallier mit einem dritten Rang in Rom die Teilnahme zu den Olympischen Spielen in London. Das Turnier endete für das Duo im Achtelfinal. Im selben Jahr wurde Sébastien Chevallier zum ersten Mal Schweizer Meister.
2013 bildete Chevallier ein neues Duo mit Mats Kovatsch. Chevallier/Kovatsch spielten bei den Fuzhou Open und wurden Neunte des Grand Slam in Shanghai. Bei der WM in Stare Jabłonki schieden sie sieglos nach der Vorrunde aus und bei der EM in Klagenfurt landeten sie auf Platz 17. 2014 spielte Chevallier mit Alexei Strasser und 2015 mit Marco Krattiger. Nach seinem zweiten Schweizer Meistertitel 2015 an der Seite von Krattiger beendete Chevallier seine Beachkarriere.